# Neratov v Orlických horách
Neratov v Orlických horách – wieś przygraniczna w Czechach, w kraju kralovohradeckim, w gminie Bartošovice w Górach Orlickich.
Górska wioska, położona na południowy zachód od polskiego Długopola-Zdroju nad prawym brzegiem Dzikiej Orlicy w Dolinie Dzikiej Orlicy w południowo-wschodniej części Gór Orlickich czes. Orlicke hory przy granicy z Polską.

## Zabytki
- kościół Wniebowzięcia NMP w Neratovie, barokowy. Nad wejściem kartusz z herbami: Johanna Karla von Nostitz-Rhieneck (L), fundatora świątyni i jego żony Anny Charlotty Fuchs von Bimbach und Dornheim, wykonany przez kamieniarza z Žamberka[1].
- kaplica cmentarna, dawniej prezbiterium starego kościoła
- pomnik pamięci poległych w  I i II wojnie światowej

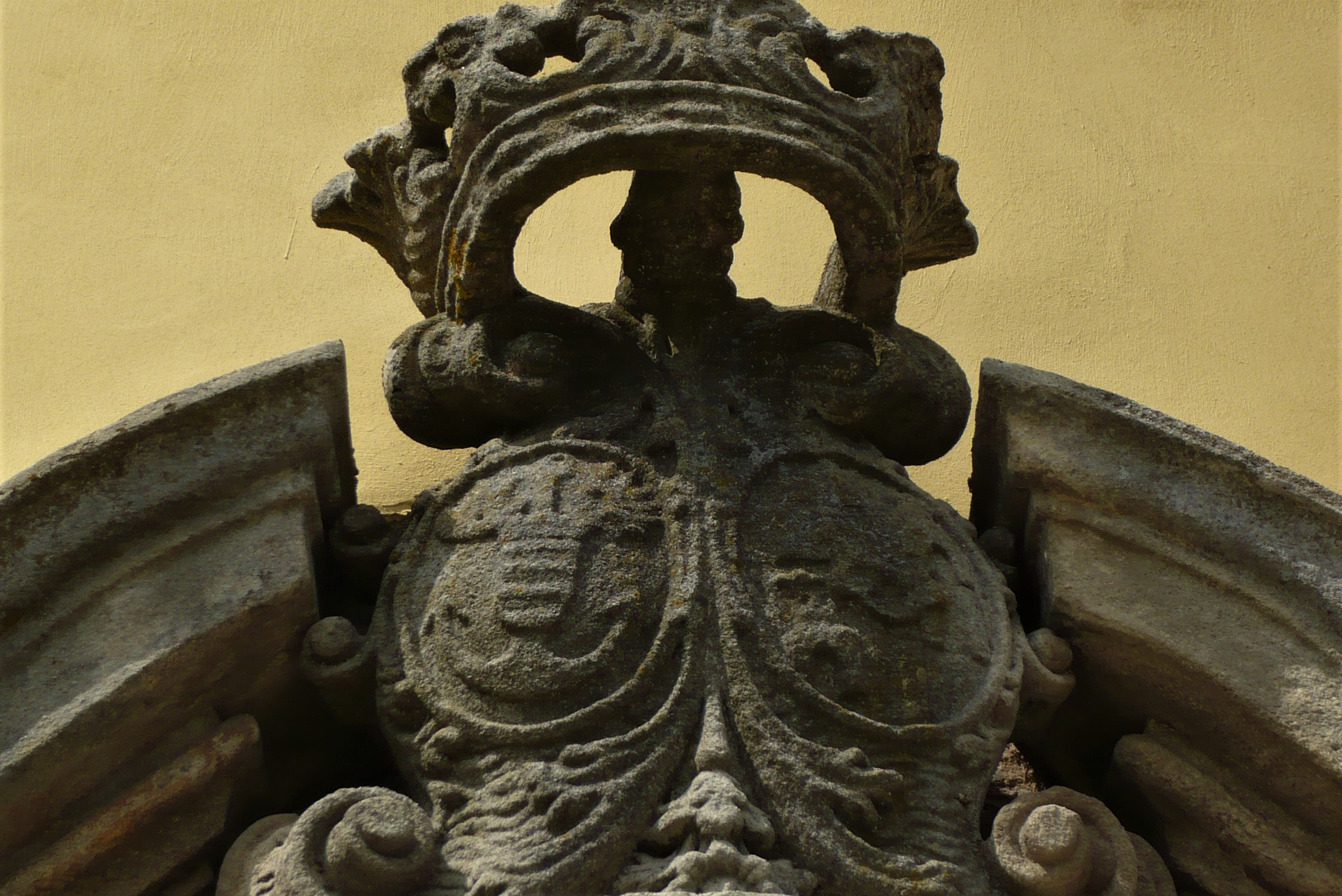
Kartusz z herbami Nostitz i Bimbach
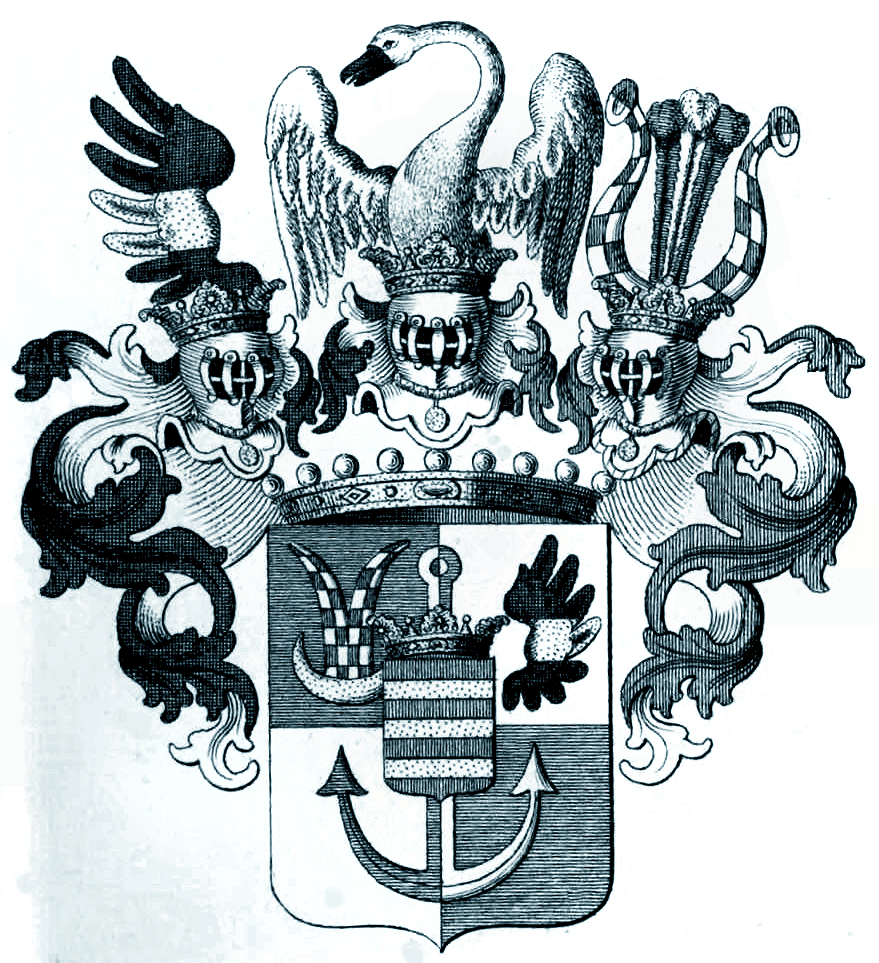
Herb Johanna Nostitz-Rhieneck
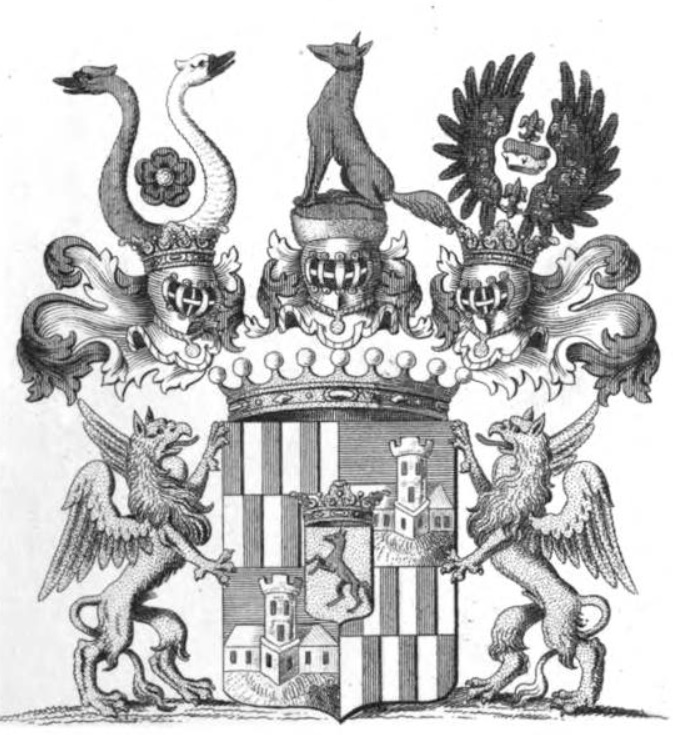
Herb  Anny Fuchs von Bimbach
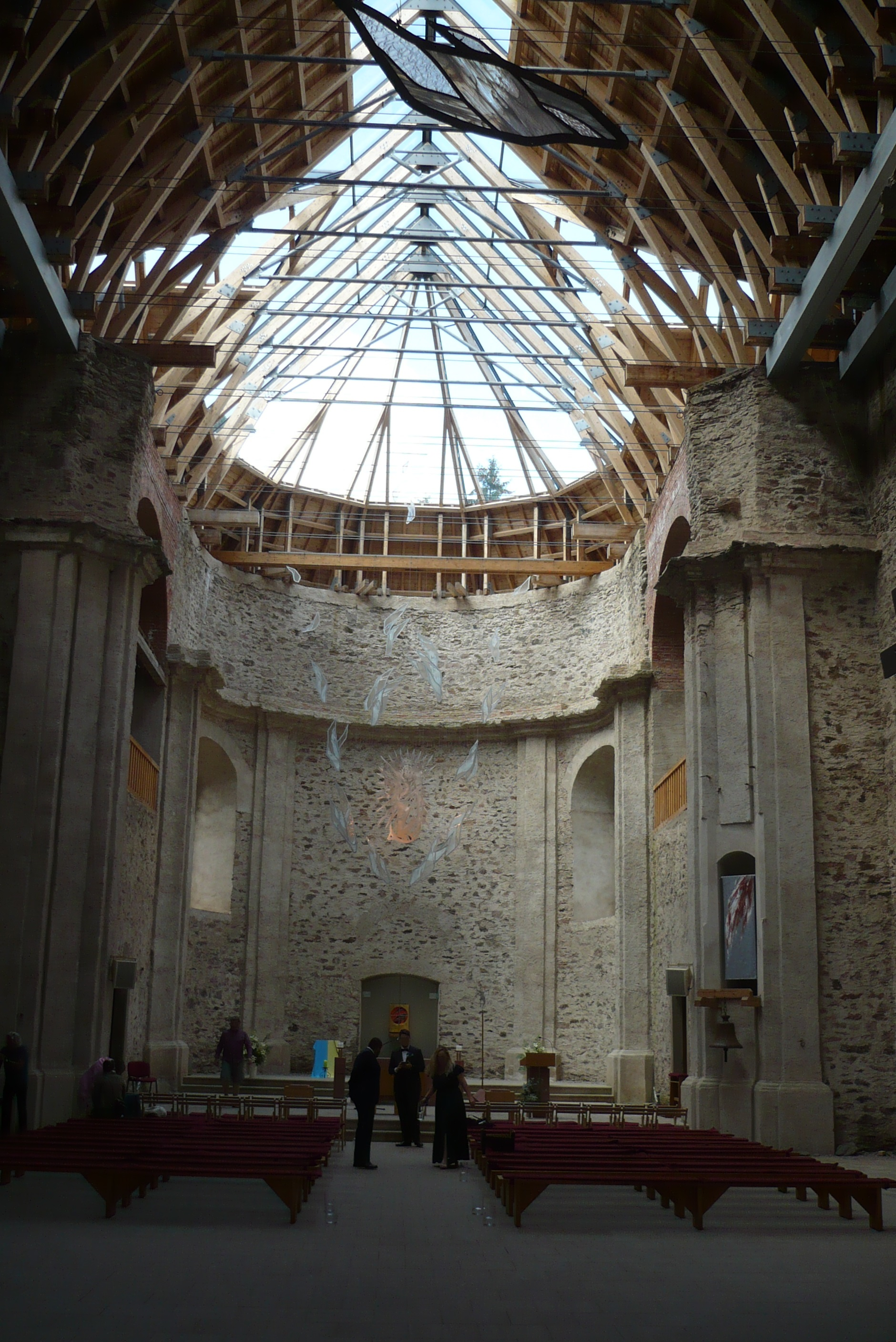
Wnętrze kościoła
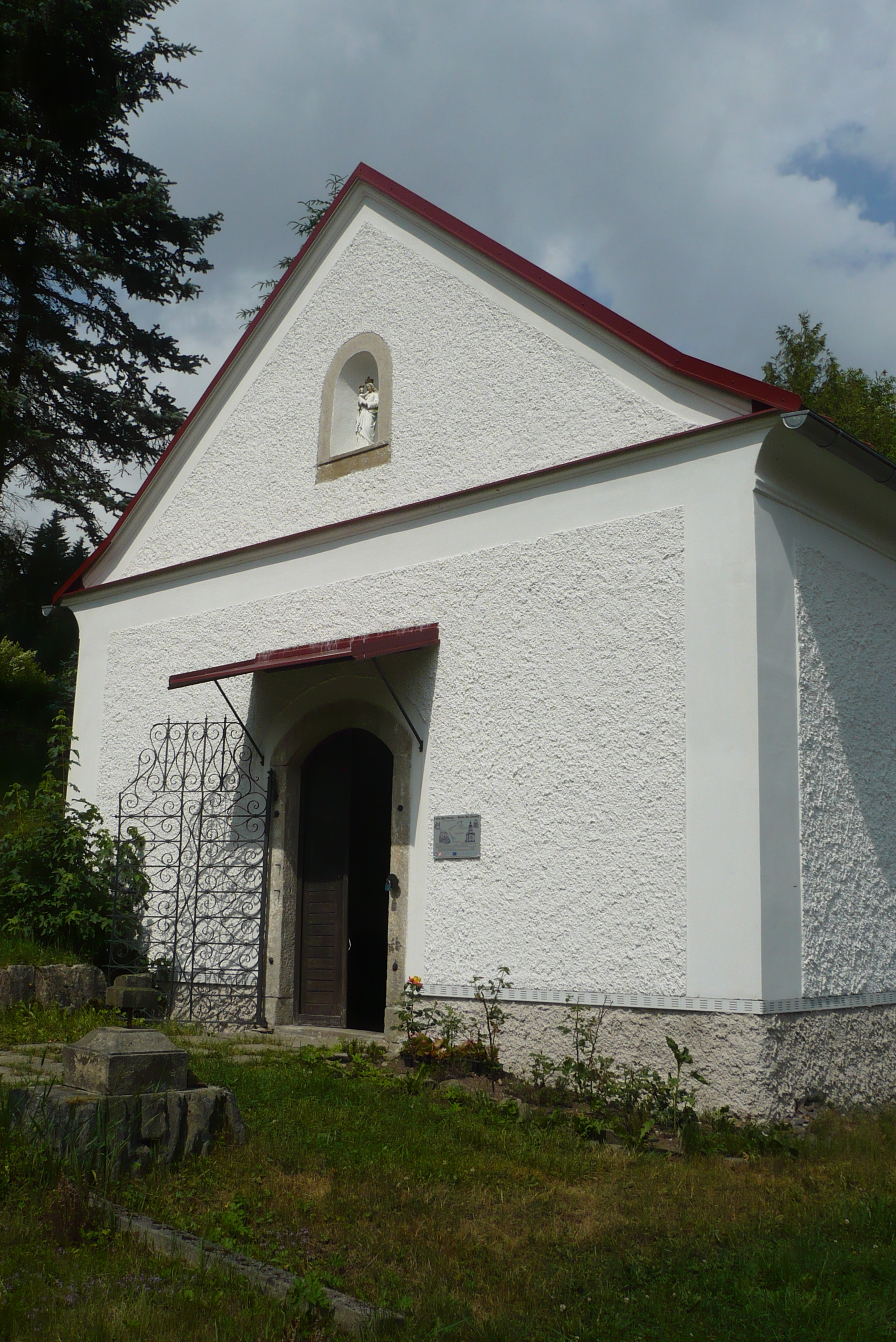
Kaplica cmentarna
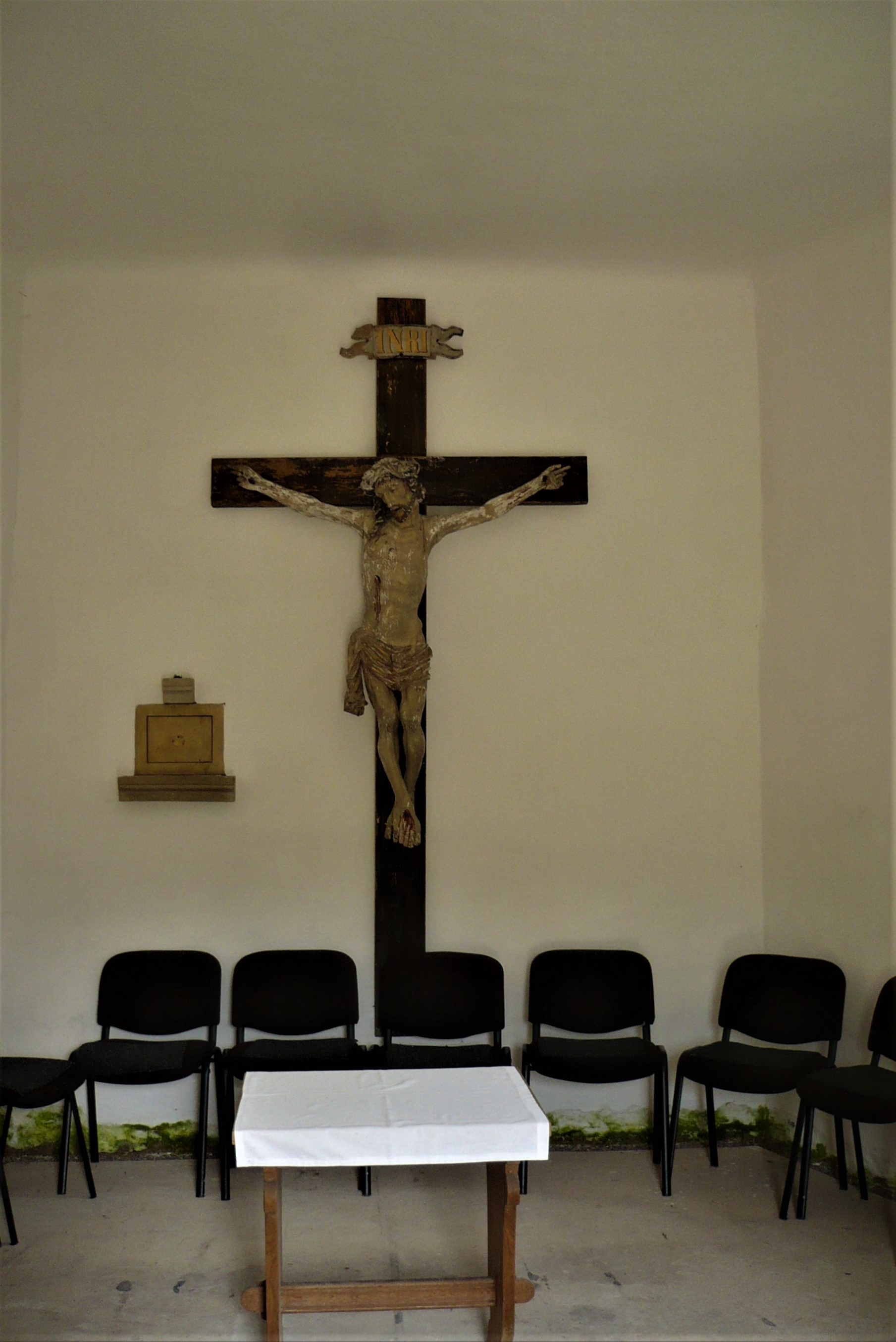
Kaplica wnętrze
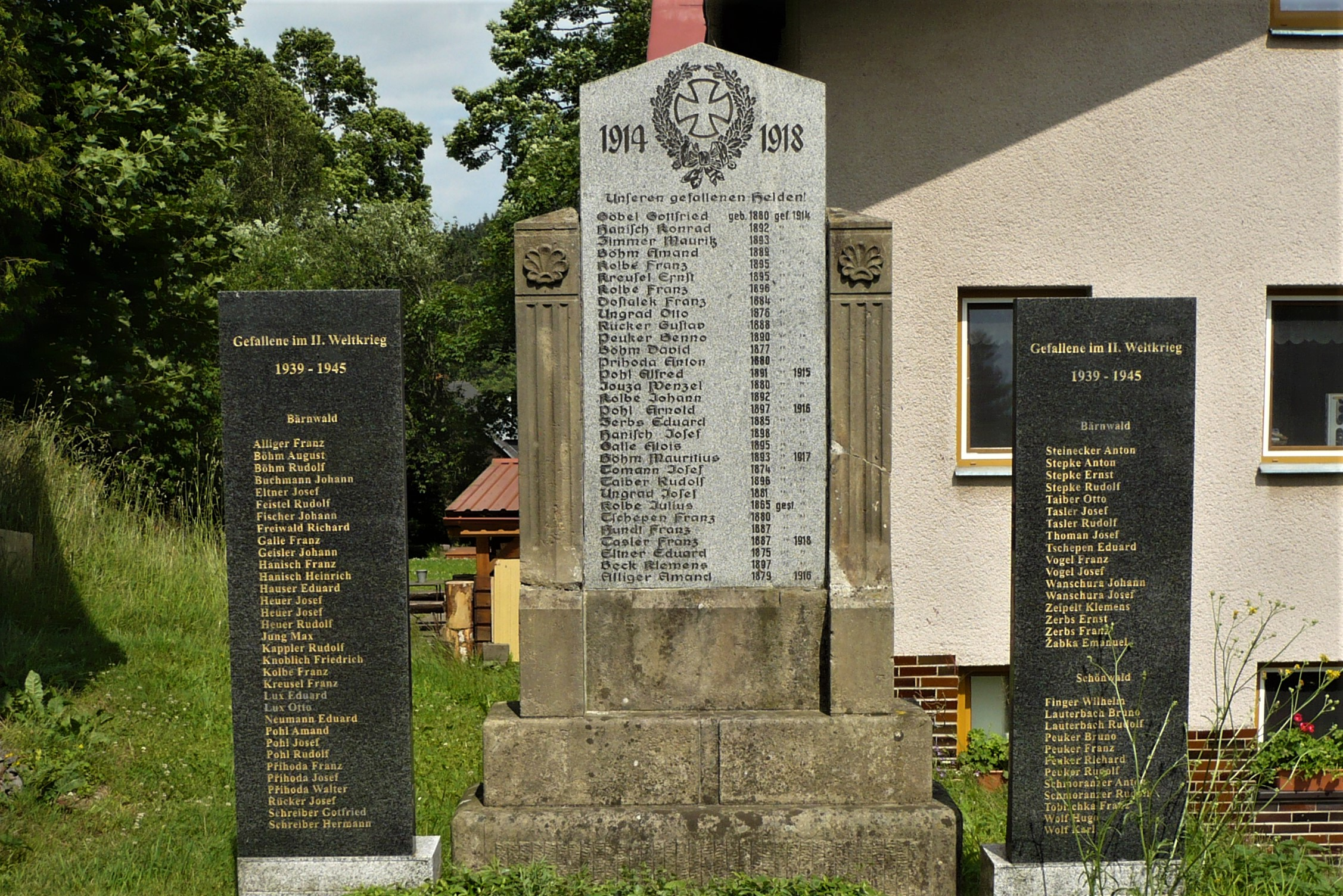
Pomnik
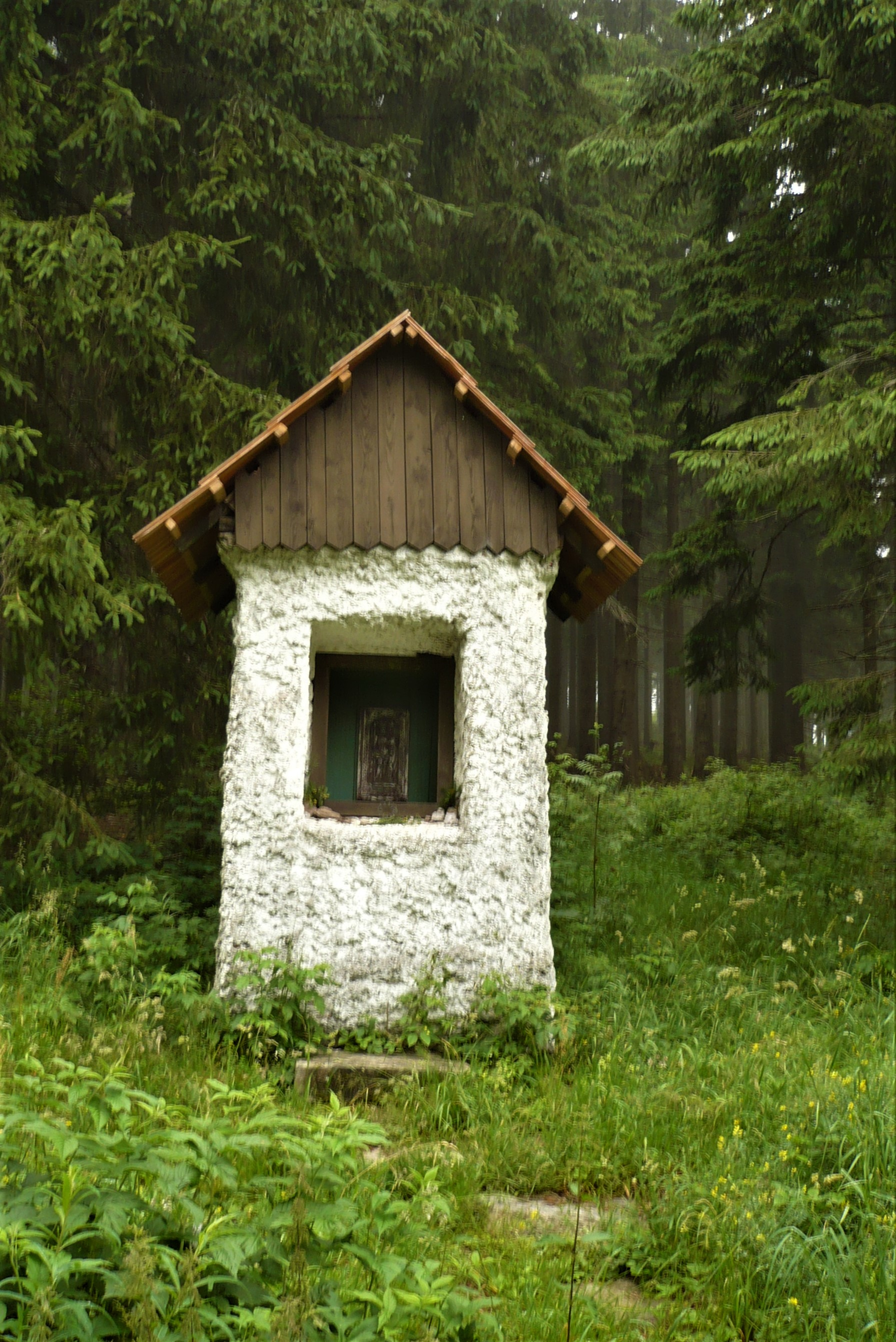
Kapliczka Huberta
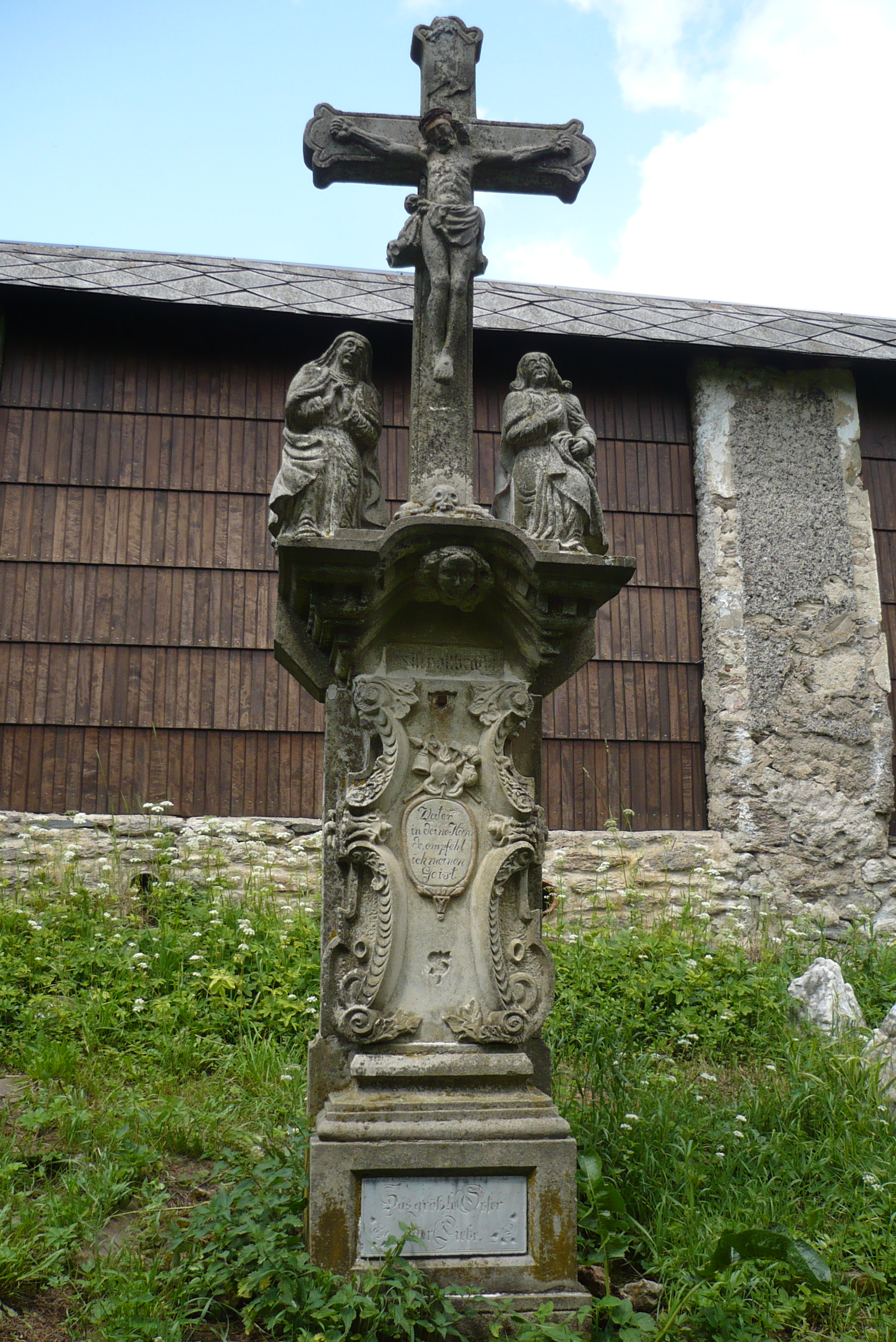
Krzyż
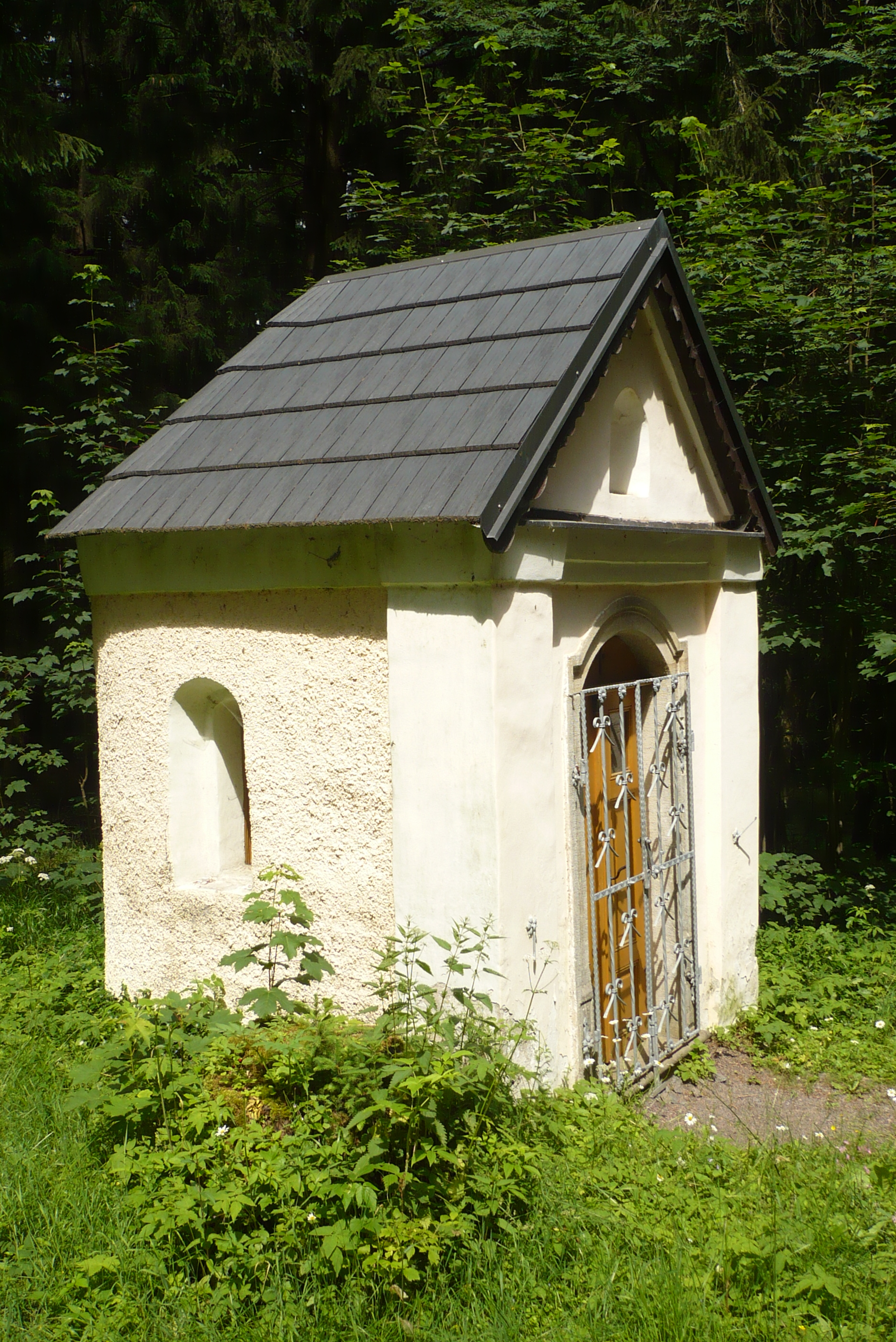
Kapliczka
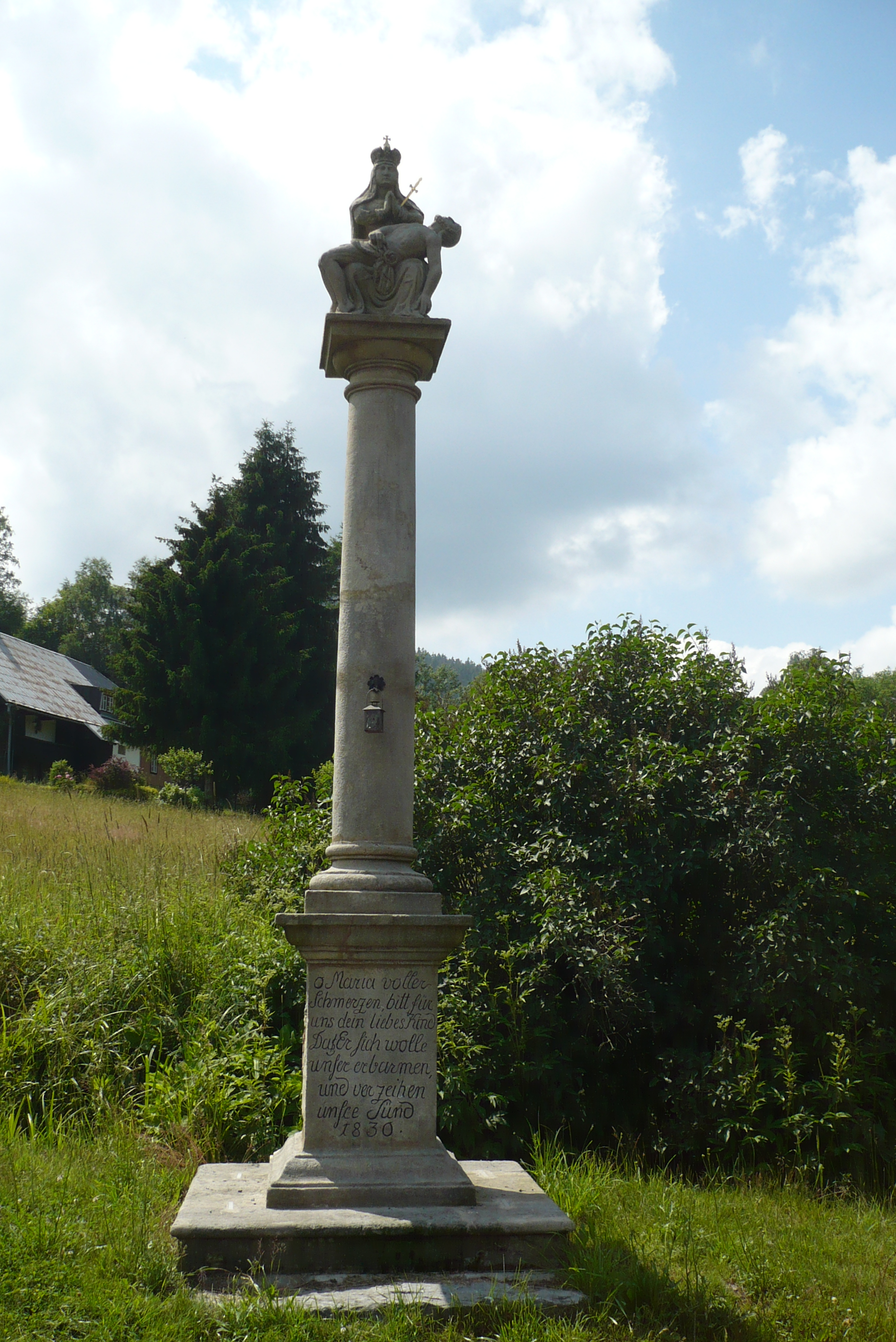
Pietà